# 양산중앙중학교
양산중앙중학교(梁山中央中學校)는 대한민국 경상남도 양산시 남부동에 있는 공립 중학교이다.

## 학교 연혁
- 2002년 3월 1일 : 양산남부중학교 9학급 개교
- 2004년 3월 1일 : 양산중앙중학교로 교명 변경
- 2023년 2월 10일 : 제19회 졸업식 졸업생 381명
- 2023년 3월 2일 : 제22회 입학식 신입생 405명
- 2023년 9월 1일 : 제10대 차경순 교장 취임

## 참고 자료
- 양산중앙중학교 - 한국교육학술정보원 학교알리미